# Rudolf Lavant

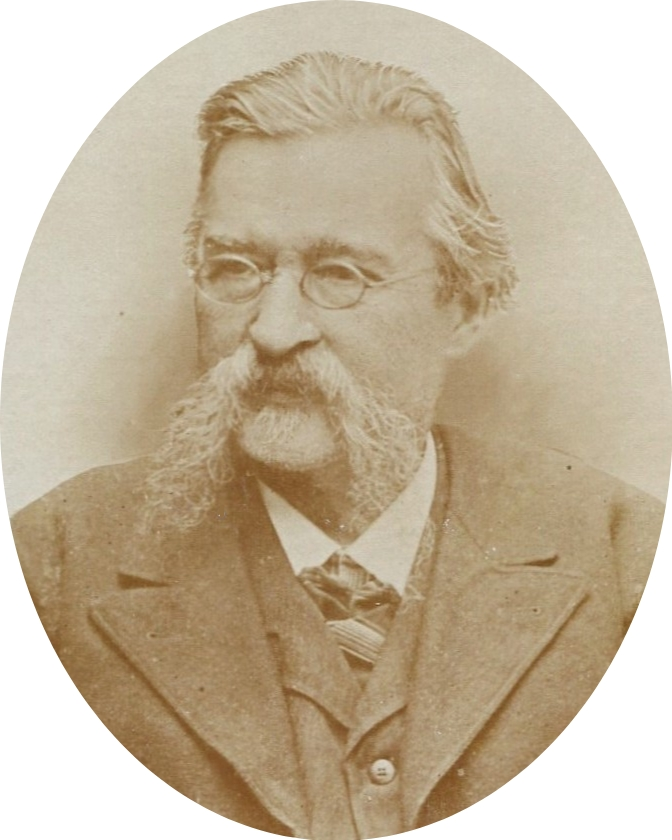
Rudolf Lavant

Rudolf Lavant, eigentlich Richard Carl Cramer (* 30. November 1844 in Leipzig; † 6. Dezember 1915 ebenda), war ein deutscher Schriftsteller.
Rudolf Lavant war das älteste von fünf Kindern. Sein Vater Carl Eduard Cramer stand dem Volkstribunen Robert Blum nahe. Johann Georg August Wirth, der Organisator des Hambacher Festes, war der Großonkel von Rudolf Lavant.

## Leben
Nach dem Abschluss der Mittleren Reife an der Städtischen Realschule zu Leipzig, wurde Lavant zunächst Handelsgehilfe in seiner Geburtsstadt. Am Krieg von 1866 nahm er als Kaiserjäger freiwillig auf österreichischer Seite teil. Danach wurde er Buchhalter, schließlich Prokurist, bei der Firma Dürbig & Co. einer Garnhandlung in Leipzig. Er lernte die Gabelsberger Stenografie und war Autor der Zeitschrift Neue Illustrirte Zeitung für Gabelsberger’sche Stenographen, Herausgeber dieser Fachzeitschrift war sein Freund Emil Trachbrodt. Lavant widmete sich aber auch dem Studium von Fremdsprachen (Englisch, Französisch, Italienisch), die er bei dienstlichen und privaten Auslandsreisen oft benötigte. Heinrich Wuttke, der Freund seines Vaters, stellte ihm die reichen Schätze seiner Bücherei zur Verfügung, so kam Lavant an die Gedichtbände seiner Lieblingsdichter Byron, Tennyson, Béranger, Victor Hugo, Herwegh und Freiligrath, die letzteren zwei waren seine Vorbilder im Schaffen.

### Teilnahme am Deutschen Krieg von 1866

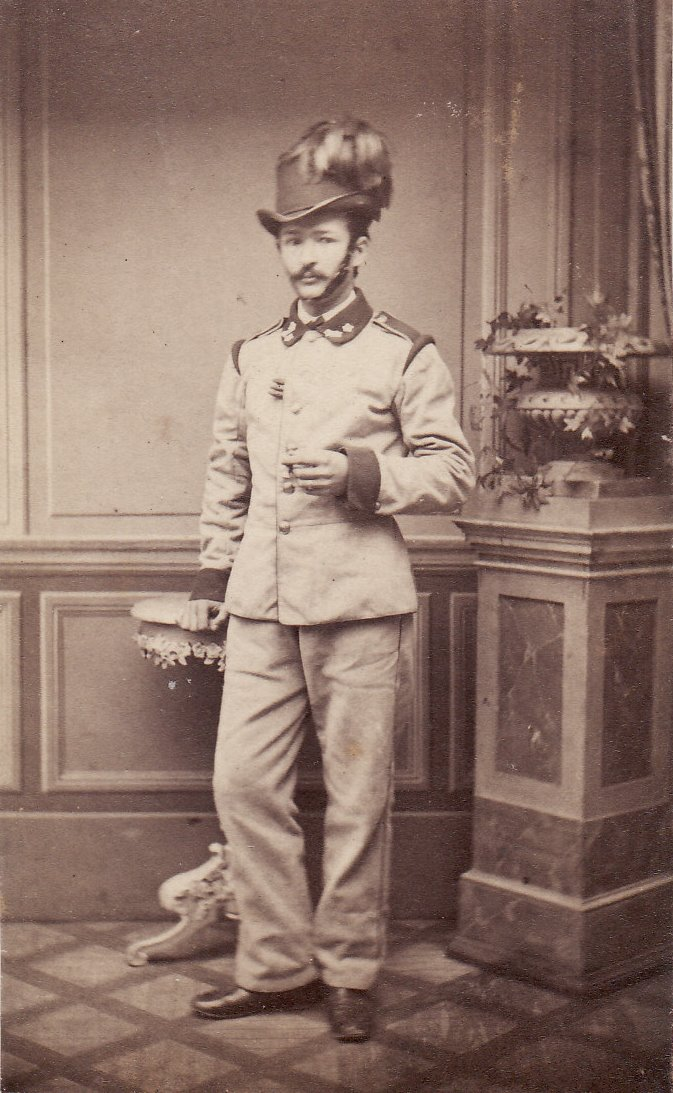
Richard Cramer als Kaiserjäger in Ausgehadjustierung von 1866.

Am 14. Juni 1866 verlässt Richard Cramer mit 22 Jahren Leipzig, um freiwillig für Österreich, für dieses Land hegte er große Sympathien, gegen Preußen in den Deutschen Krieg zu ziehen. Er hatte nichts außer einer Brieftasche mit einigen hundert Talern, seinen Geburtsschein, das Abgangszeugnis der Realschule, eine Passkarte und das was er auf dem Leibe trug dabei. Er fuhr zunächst nach Schwarzenberg und von dort über Karlsbad und Eger nach Prag. In Prag angekommen, führte sein Weg zur Ferdinand-Kaserne im Stadtteil Karolinenthal und zur Brigade des Feldmarschallleutnant Alexander Benedek, um sich als Kadett dem „Ersten Jägerbataillon“ der Kaiserjäger anzuschließen. Nach der Untersuchung auf seine körperliche Tauglichkeit wurde er militärisch eingekleidet.
Die Uniform von Richard Cramer bestand aus dem Waffenrock aus hechtgrauem Tuch mit Achselspangen, Achselwülste, Kragen und Ärmelaufschläge von grasgrüner Farbe. Die Knöpfe waren gelb und mit der Bataillonsnummer versehen. Seine Bluse und die Hose hatten die gleiche Farbe wie der Waffenrock, letztere mit grasgrünen Lampassen. Als Paradekopfbedeckung diente der Hut aus mattschwarzem, wasserdichtem Filz. Ausgestattet war er mit einer grünen Rundschnur, dem Jägeremblem und einem Federbusch aus schwarzen Hahnenfedern.
Von Prag aus führte sein erster Einsatz am 3. Juli 1866 in die Schlacht bei Königgrätz nach Sadowa, dort sollte er unter seiner Führung, mit einer Handvoll Leuten, feindliche Späher der Preußen auskundschaften. Im weiteren Verlauf des Kampfes sollte die Brigade Benedek, die dem III. Korps unter Erzherzog Ernst unterstellt war, die Höhen von Lipa und Chlum besetzt halten. Gegen Mittag kam es zu schweren Kämpfen im Swiepwald gegen die preußische 7. Division unter Generalmajor Fransecky. Nun sollte auch das III. Armeekorps in den Kampf um den Swiepwald eingreifen. Beim Sturm auf den Wald wurde Cramer durch einen Schuss ins Bein schwer verletzt und musste auf dem Verbandplatz versorgt werden.
Er verlor viel Blut, bekam Wundfieber und wachte erst in einem Packwagen auf. Er befand sich in einem langsam rollenden Zug in Richtung Znaim. Erst in Znaim erfuhr er aus einem Extrablatt, von Österreichs Niederlage. Wieder dem Wundfieber und Bewusstlosigkeit verfallen, kam er erst in Wien zu sich. Ein älteres Ehepaar nahm sich des verwundeten Cramer an und pflegte ihn gesund. Am 20. Juli machte er sich auf den Heimweg. Über etliche Kreuz- und Querfahrten durch Österreich und Bayern gelangte er nach Hof und von dort nach Leipzig.

### Schriftsteller und Publizist
Neben seinem Beruf führte Lavant ein zweites Leben als Schriftsteller und Publizist für das Proletariat. Sein zu Ende der 60er Jahre begonnenes lyrisches Schaffen gewann seit 1871, dem Jahr der Reichsgründung und der Pariser Kommune, eine entschieden antipreußische, sozialistische Tendenz. Das erste aufgefundene Gedicht mit dem Titel „Friede!“ stammt von 1871, erschien im Volksstaat und stand auf der Titelseite der Nummer 7 vom 21. Januar, es ist signiert mit Richard C. In der „Geschichte der deutschen Sozial-Demokratie“ nannte ihn Franz Mehring zusammen mit den besten und damals bekanntesten Vertretern der frühen sozialistischen Literatur, mit Leopold Jacoby und Max Kegel. Und Mehring bezeichnete ihn als den formvollendet Sten dieser Gruppe, ein Urteil, das Lavant durchaus gerecht wurde.

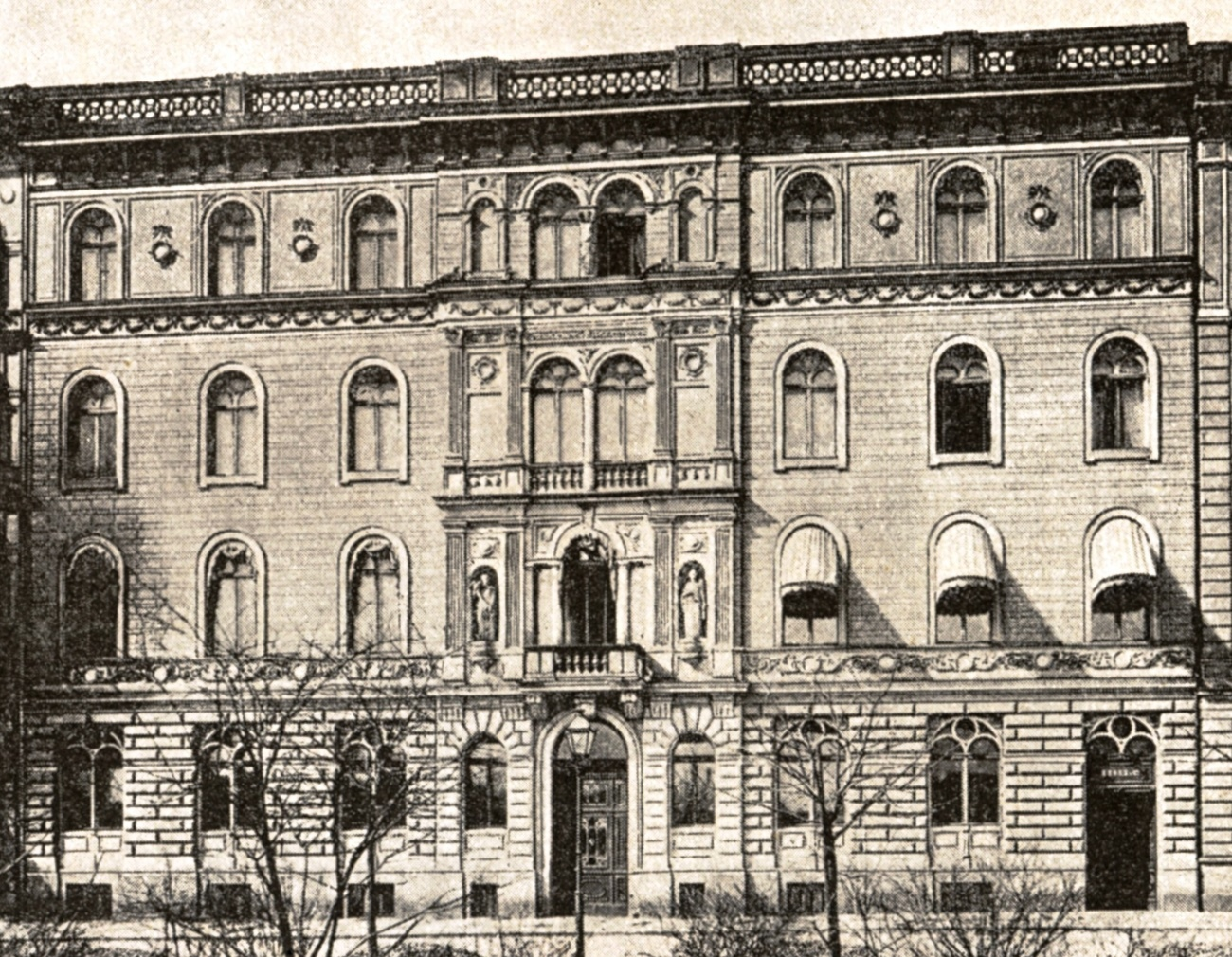
Die Schillerstr. 6 in Leipzig war der Firmensitz von Dürbig & Comp. von 1865 bis 1892. Richard Cramer arbeitete hier als Prokurist. Die Firma wechselte danach in die Centralstr. 12, bis zu ihrer Auflösung im Dezember 1900. Zuvor war die Firma über Jahrzehnte in der Katharinenstraße 16, dort ging Richard Cramer von 1860 bis 1864 in die Lehre.

Richard Cramer erlangte 1873 als Handelsprokurist der Fa. Dürbig & Co. das Bürgerrecht der Stadt Leipzig. Seine Gedichte in der sozialdemokratischen Presse („Die Neue Welt“, „Deutscher Jugendschatz“ und „Der wahre Jacob“) erschienen durchweg unter dem Pseudonym Lavant (das grüne Tal der Lavant hat mir meinen Nom de Plume gegeben), weil der Autor seine private Existenz nicht gefährden wollte. Im „Wahren Jacob“ wurden 180 Gedichte von Lavant gefunden, viele unsignierte Gedichte konnten zugeordnet werden, weil sie in der Gedichtsammlung „In Reih und Glied“ erschienen sind, es muss aber eine weitere Anzahl unsignierter Gedichte existieren. Von August Bebel wurde ihm 1876 die Revision der Vorwärts Druckerei übertragen. In der Zeit des Sozialistengesetzes 1878–1890, als Lavant im illegalen „Sozialdemokrat“ häufig politische „Leitgedichte“ veröffentlichte und gleichzeitig unerkannt in seinem kaufmännischen Beruf weiterarbeitete, spitzte sich sein Doppelleben noch zu. Der Sozialdemokrat wurde im Ausland und zwar zuerst in Zürich und später in London produziert und über die „Rote Feldpost“ nach Deutschland eingeschmuggelt.
Von 1884 bis 1886 erschien die Anthologie „Vorwärts“, eine Sammlung von Gedichten für das arbeitende Volk, in Zürich. Rudolf Lavant schrieb das Vorwort und war Herausgeber, sie enthielt Arbeiterdichtungen von verschiedenen Autoren. Das Buch erschien anfangs in sechs Heften, Heft 1–2/1884, Heft 3–6/1885, alle wurden sozialistengesetzlich verboten. Erst 1886 erschien die Anthologie als Buchausgabe im Verlag der Volksbuchhandlung in Hottingen. Auch dieser Gedichtband gelangte nur auf Schleichwegen mit der „Roten Feldpost“ nach Deutschland.
Lavant verdeutlichte sein Schaffen in einem Zitat, das in der Vorrede zu dem Gedichtband „In Reih und Glied“ steht: „Ich habe nie mehr sein wollen, als ein einfacher Soldat der großen Befreiungsarmee; ich habe in Reih und Glied gekämpft und meine Schuldigkeit getan, und die Namen der einfachen Soldaten werden bekanntlich nur in den Verlustlisten genannt“.
Seine Arbeiten wurden auch in der „Leipziger Volkszeitung“, „Das Lämplein“, „Die Fackel“ und den Arbeiterkalendern „Omnibus“ und dem „Illustrierten Neuen Welt-Kalender“ gedruckt. Gleichfalls schrieb er Gedichte für den „Königlich Sächsischen Ameisen-Kalender“. Lavant schrieb politische Leitgedichte für verschiedene Mai- und Gedenk-Festzeitungen der sozialdemokratischen Arbeiterbewegung. Zur Unterstützung der Textilarbeiterinnen und Arbeiter Crimmitschaus, die vom 7. August 1903 bis zum 17. Januar 1904 im Streik für den Zehnstundentag und höhere Löhne standen, verfasste Lavant Gedichte. Mit 27 Jahren begann Lavant seine Produktivität als sozialistischer Schriftsteller, sie erstreckte sich bis an sein Lebensende. Mitglied der SPD wurde er bis zu seinem Tode nicht.
Lavant schrieb weltanschauliche-agitatorische Verse, Gedankenlyrik, balladeske Gedichte, aber auch humoristisch-satirische Verse in sächsischer Mundart als „Fritzchen Mrweessesnich“. Als Mundartdichter brachte er sein Talent über die Jahre 1901 bis 1914 in der Leipziger Volkszeitung ein. Viele dieser Gedichte (ca. 400) sind von auswärtigen Blättern nachgedruckt worden und haben so eine weitere Verbreitung gefunden, welche Freude es ihm war, den kleinlichen sächsischen Polizeigeist, satirisch zu geißeln. Zu Anfang des Ersten Weltkrieges wurden viele seiner Antikriegsgedichte, die gegen die alles überflutende, fürchterliche, kulturwidrige Völkerverhetzung anzukämpfen versuchten, aus Zensurgründen nicht veröffentlicht. Daneben trat er als Reiseberichter, Übersetzer (Alphonse Daudet, Adrien Dézamy), Herausgeber und Journalist hervor.
Wegen der Auflösung der Firma Dürbig & Co. am 31. Dezember 1900, der Firmensitz wechselte nach England, wurde Richard Cramer arbeitslos, er war fast 41 Jahre für dieses Unternehmen tätig. 1901 fand er wieder Arbeit als selbständiger, vereidigter Bücherrevisor der Stadt Leipzig, er übte diese Tätigkeit bis zu seinem Tod aus.

### Der wahre Jacob

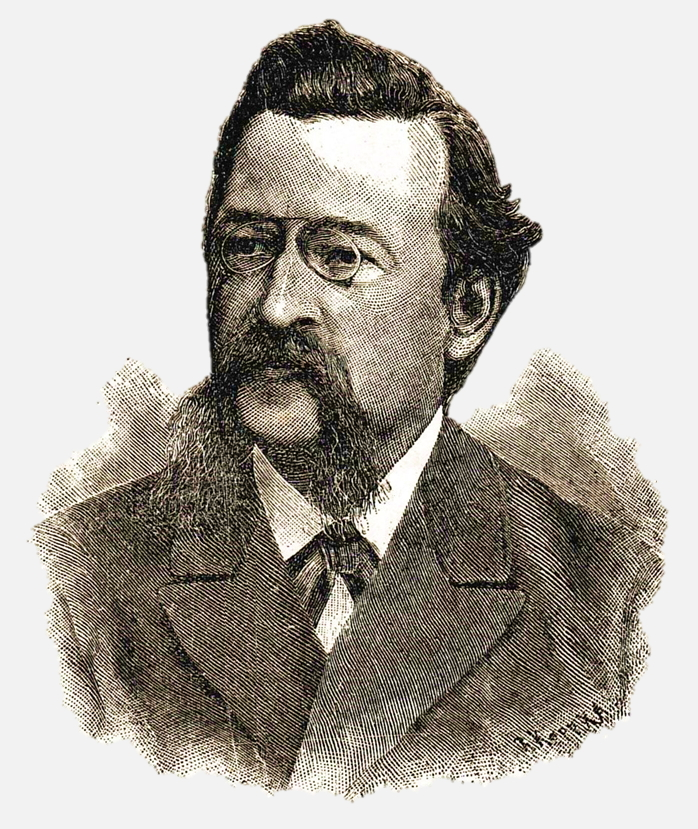
Rudolf Lavant, Holzstich von 1885

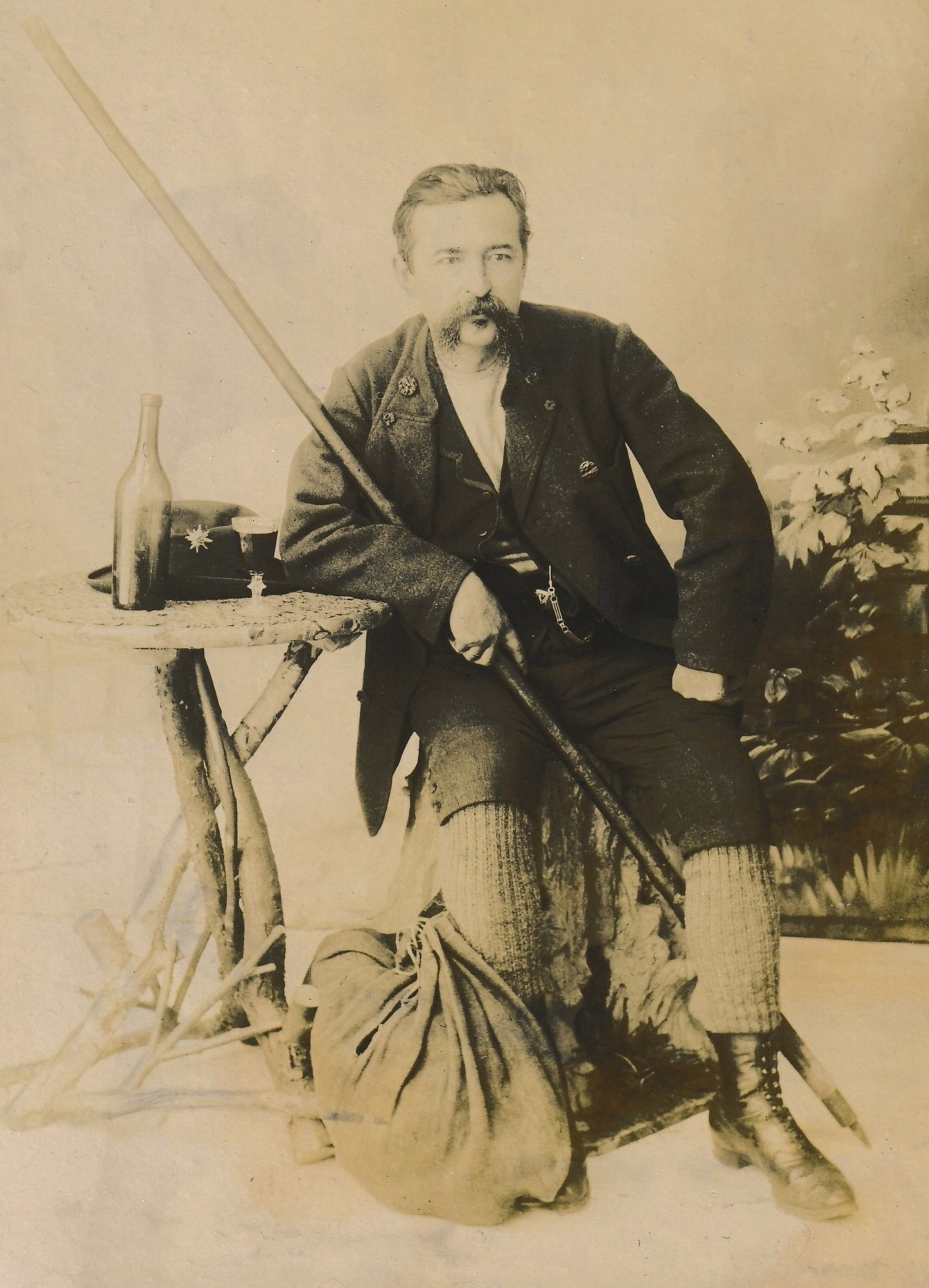
Rudolf Lavant in Bergsteigerkluft, ca. 1886

Im Frühjahr 1884 plante Heinrich Dietz Neuerungen: Die Buchhandlung „wird reorganisiert und soll nach vernünftigen Geschäftsgrundlagen geleitet werden, unter anderem auch mit dem Buchhandel in Verbindung treten, mit dem sie bisher gar keine Fühlung besaß“, berichtete Karl Kautsky nach London. Geld war inzwischen genügend vorhanden. Denn die Entscheidung, den alten „Wahren Jacob“ in Stuttgart wieder aufzunehmen, erwies sich als ein großer Erfolg. Die Redaktion übernahm zunächst wieder Wilhelm Blos, als 'Sitzredakteur’ fungierte Rudolf Seiffert, aus Leipzig mit nach Stuttgart übergesiedelter und bei Johann Heinrich Wilhelm Dietz als Korrektor tätiger ehemaliger Schriftsetzer. Als Mitarbeiter wurden Max Kegel und Rudolf Lavant gewonnen. Der Kopf des Hamburger humoristischen Monatsblatts wurde beibehalten, es erschien ab Januar 1884 in vergrößertem Format. Die schnell steigende Auflage lieferte enorme Überschüsse. „Es ist erstaunlich, daß damals „Der wahre Jacob“ als eine der ersten und wesentlichen politisch-satirischen Zeitschriften in einer Auflage von 227.000 Exemplaren verkauft wurde“. Der „Wahre Jacob“ wurde unter dem Sozialistengesetz nie verboten, obwohl die Polizeibehörden seinen Inhalt genauestens kontrollierten.
Rudolf Lavant schrieb 30 Jahre (von 1885 bis 1915) Gedichte für die Satirezeitschrift „Der wahre Jacob“.

### Vereine
Sein Interesse galt den verschiedensten Vereinen, wie dem TSV 1867 Leipzig Westvorstadt, hier war er Liedermeister. 1901 erschien „Eichenlaub und Fichtenreis“ herausgegeben von Wilhelm Achilles, Liederschatz des Leipziger Turnvereins. Lieder, sie sind gesungen worden vom Jahre 1868 bis 1900, geschrieben von Rudolf Lavant für den Leipziger Turnverein Westvorstadt. Ebenso gehörte er der 1901 gegründeten „Gesangsabteilung des Leipziger Turnvereins Westvorstadt“ an, sie trafen sich im Lokal Lederhof Hainstraße 17 (heute Jägerhof). Im Leipziger Arbeiterbildungsverein hielt er um 1870 Vorträge über Hexenprozesse, Deutsche Fürstenhöfe, Percy Bysshe Shelley den englischen Dichter und unterrichtete Arbeiter unentgeltlich in französischer Sprache und in Stenografie, dort wurde Lavant mit Wilhelm Liebknecht und August Bebel bekannt, die ebenfalls für den Verein tätig waren.
Im Verein „Gesellschaft für Pflege der Gabelsberger'schen Stenographie“ gegründet am 14. Mai 1879 begleitete er das Amt des Vorstandes, Vereinslokal war das Café Merkur. Als Sekretär und Lehrer betätigte er sich in einem Sprachkurs für Italienisch, des Clubs „La Grotta Azzurra“ mit dem Zusatz „Verein für italienische Konversation“.
Ein Verein muss besonders erwähnt werden, die Sektion Leipzig des Deutschen und Österreichischen Alpenverei ns, für den er mehrere Reisen unternahm. Der Eintritt in den Verein erfolgte am 26. Oktober 1886, er war Mitglied bis zu seinem Lebensende. Lavant begleitete mehrere Tätigkeiten im Verein, so war er Vorsitzender und Schriftführer des Hütten- sowie des Festausschusses, Hüttenwart bzw. stellvertretender Hüttenwart der Mandronhütte, Grasleitenhütte und Vajolethütte. Der Hüttenwart hatte damals die Aufgabe handwerkliche Tätigkeiten zu organisieren, also keine Bewirtung von Gästen, das war die Aufgabe des Hirtenwirtes. Im Alpenverein hielt er Vorträge über Reisen nach Bozen, die Brenta, die Mandronhütte im Adamellogebiet, über den Gardasee und Monte Baldo, der Grasleitenhütte und Vajolethütte im Rosengarten. Zu Festlichkeiten stellte Lavant seine dichterische Begabung ebenfalls oft in den Dienst der Sektion Leipzig. Eine Karte vom Schlern an seine Frau von 1894, besagt, dass er das Schlernhaus erwandert hat, das heutige Schlernhaus bestand damals nur aus einer kleinen Hütte. Mit dem Erstbesteiger der nach ihm benannten Santnerspitze am Schlern, Johann Santner und seiner Tochter, machte Lavant 1899 eine Bergtour, um die Grasleiten- und Vajolethütte zu inspizieren, die Kassen zu leeren und die Hüttenbücher abzuholen. In der Reisebeschreibung „Eine Bergfahrt in Süd-Tirol“ von 1900 schrieb Lavant von einer Bergwanderung ins Grödner Tal zu den Geislerspitzen, dort erklomm er den Sass Rigais (3025 m) und kehrte in der Regensburger Hütte ein. Seine Touren führten ihn bis nach Verona und Venedig, dabei konnte er, bei all den Reisen in den Süden, seine italienischen Sprachkenntnisse gut gebrauchen. 1911 bekam er das silberne Ehrenabzeichen für 25 Jahre Mitgliedschaft im DÖAV verliehen. Dem DÖAV angegliederten „Verein zum Schutze und zur Pflege der Alpenpflanzen“ trat R. Cramer als ordentliches Mitglied 1906 bei.
Am 6. Dezember 1915 starb Rudolf Lavant in Leipzig. Die Beerdigung fand am 9. Dezember 1915 auf dem Leipziger Südfriedhof statt.

## Familie

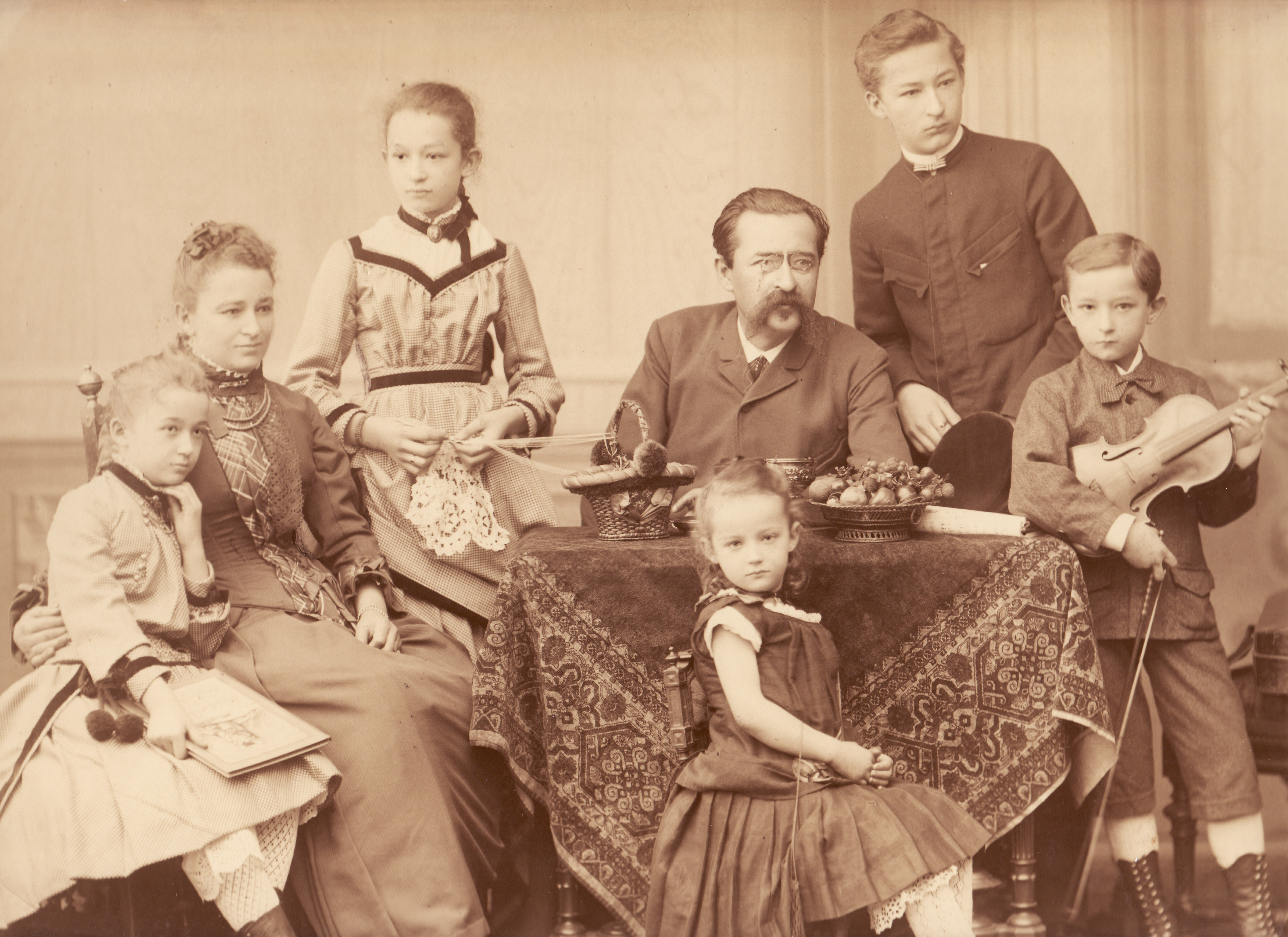
Richard Cramer mit Familie (ca. 1886)

Richard Carl Cramer wurde in der Nikolaikirche in Leipzig am 16. Dezember 1844 getauft. Er heiratete am 19. September 1869 die Christine Albertine Louise Helene Cramer geborene Odrich in der evangelisch-lutherischen Pfarrkirche in Wachau.
Helene Cramer ist am 12. Dezember 1847 in Leipzig geboren und am 19. Dezember 1847 in der Thomaskirche getauft worden. Ihr Vater Christian Friedrich Louis Odrich war kaufmännischer Angestellter in Leipzig, die Mutter Olivia Ida war eine geborene Schwan.
Im hohen Alter wurden der Helen Cramer geb. Odrich noch etliche Ehrungen zu Teil. Zum 90. Geburtstag wurden ihr die herzlichsten Glückwünsche vom Oberbürgermeister der Stadt Leipzig überreicht. Die allerbesten Wünsche zur Erreichung des 90. Lebensjahres, im Namen der Sektion Leipzig des Deutschen und Österreichischen Alpenvereins. Am 21. Mai 1939 wurde ihr das Mutter-Ehrenkreuz verliehen. Helene Cramer starb am 23. November 1941 in Leipzig.
Das Paar hatte fünf Kinder, sein ältester Sohn Curt Cramer besuchte nach der Bürgerschule die Thomasschule, ein Gymnasium im Leipziger Bachviertel. Nach dem Gymnasium studierte Curt Cramer an der Universität Leipzig, Medizin.
Der Kaufmann Otto Berthold Max Cramer, ein Bruder von Lavant, war 1879 Mitbegründer des Fortbindungsvereins für Arbeiter, er übernahm das Amt des Hauptkassierers, in einem Spitzelbericht von 1881 über den Verein, bezeichnete ihn die Polizei als einen „stillen Sozialist“. Otto B. M. besaß ein Drogeriegeschäft in Leipzig. Er war auch im Vorstand des „Vereins zur Begründung eines Arbeiterheims“ in Leipzig. Erwähnt wird Otto B. M. in der Chronik von Reudnitz 1890, dort war er von 1881 bis 1886 im Finanzausschuss des Gemeinderates tätig.
Mehrere Mitglieder der Familie waren Pfarrer und Lehrer, der Vater von Richard Cramer, Carl Eduard Cramer (1817–1886), studierte Theologie und Philosophie an der Universität Leipzig, wurde dann aber Privatgelehrter und kleinbürgerlicher, demokratischer Publizist. Der Großvater von R. Cramer, Johann Friedrich August Cramer (1767–1837) und sein Urgroßvater Johann Heinrich August Cramer (1739–1808) waren erst Lehrer dann Pfarrer in Langenbach (Vogtland) bzw. Langenbuch (Schleiz), sein Ururgroßvater Johann Christoph Friedrich Cramer (1709–1746) war Kantor und Lehrer in Mühltroff.

## Werke
- Ein verlorener Posten. In: Die Neue Welt. 3. Jahrgang, 1878 Nr. 14 ff. (autobiografischer Roman, als Fortsetzungsroman erschienen). Als Taschenbuch erschienen im Verlag: Amazon Kindle Direct Publishing 2019 ISBN 978-1-7036-9740-7.
- Onkel und Neffe. Erzählung. In: Deutscher Jugendschatz mit der Beilage: Gesundheitspflege und Jugenderziehung. Verlag Leipzig W. Fink. 1. Jahrgang 1879 Nr. 1 S. 2–7, Nr. 2 10–14, Nr. 3 18–23, Nr. 4 28–29. Enthalten im Taschenbuch: „Erzählungen und Reden“ ISBN 978-1-7066-8943-0.
- Idealisten. Novelle. In: Die Neue Welt. 5. Jahrgang, 1880, Nr. 33 ff. (als Fortsetzungsroman erschienen). Als Taschenbuch erschienen im Verlag: CreateSpace Independent Publishing Platform (27. Mai 2015) ISBN 978-1-5141-1340-0.
- Hechtgrau und grün. „Erinnerungen eines 1866er Kadetten auf Kriegsdauer“. (Hauptartikel, biographische Notizen v. Lavant). In: Neue Illustrirte Zeitung für Gabelsberger’sche Stenographen, 1885/1886, Nr. 1–12, Seite 2–179.
- Vorwärts. Eine Sammlung von Gedichten für das arbeitende Volk. Verlag der Volksbuchhandlung in Hottingen, Zürich 1886.
- Weihnachten zweier Glücklichen. Erzählung. In: Illustrirtes Unterhaltungsblatt für das Volk, Verlag J.H.W. Dietz in Hamburg, 1. Jahrgang 1887, Nr. 12 und Nr. 13. Enthalten im Taschenbuch: „Erzählungen und Reden“ ISBN 978-1-7066-8943-0.
- Ein Tag auf Mitten-Java. In: Illustrirter Deutscher Jugendschatz. Eine Festgabe für Knaben, Jünglinge, Mädchen und Jungfrauen. Hrsg. Hasenclever, Verlag Leipzig: E. Thiele, 1. Auflage 1887, Seite 65–69. Enthalten im Taschenbuch: „Erzählungen und Reden“ ISBN 978-1-7066-8943-0.
- Erinnerung an die Enthüllung des Gabelsberger-Denkmals in München am 10. August 1890 von Richard Cramer. Verlag von Friedrich Geissler Leipzig 1890.
- Eine Bergfahrt in Welschtirol In: Neue Illustrirte Zeitung für Gabelsberger’sche Stenographen, 1891/92, Band 8, Nr. 1–10, Seite 4–151.
- In Reih und Glied. Gedichte von einem Namenlosen. In: Deutsche Arbeiter-Dichtung. Band 3, Verlag J. H. W. Dietz, Stuttgart 1893. Als Taschenbuch erschienen im Verlag: CreateSpace Independent Publishing Platform (27. Mai 2015) ISBN 978-1-5141-1351-6.
- Herbststreifzüge in Welschtirol. In: Neue Illustrirte Zeitung für Gabelsberger’sche Stenographen, 1894/95, Band 11, Nr. 1–8, Seite 2–136.
- Herbsttage in den Alpen und an der Adria In: Neue Illustrirte Zeitung für Gabelsberger’sche Stenographen, 1898/99, Band 15, Nr. 5–12, Seite 85–226.
- Eine Herbst-Fahrt in den „Rosengarten“. In: Die Neue Welt. 24. Jahrgang, 1899, Nr. 36f. (als Fortsetzungsroman erschienen)
- Eine Bergfahrt in Süd-Tirol. In: Die Neue Welt. 25. Jahrgang, 1900, Nr. 33 ff. (als Fortsetzungsroman erschienen)
- Eichenlaub und Fichtenreis. Liederschatz des Leipziger Turnvereins. Wilhelm Achilles, Leipzig 1901 (Gedichtsammlung)
- Eine Hütteninspektion mit Hindernissen. In: Die Neue Welt. 28. Jahrgang, 1903, Nr. 5 f.
- Manfred Wittich: Lieder eines fahrenden Schülers. Mit einem Vorwort versehen von Rudolf Lavant. Hrsg. von Anna Wittich, Leipziger Buchdruckerei in Komm., Leipzig 1904.
- Rudolf Lavant (d. i. Richard Cramer): Gedichte. Hrsg. Hans Uhlig. Mit einem Vorwort von Manfred Häckel, Akademie Verlag, Berlin 1965 (Textausgabe zur frühen sozialistischen Literatur in Deutschland Band VI). Neuauflage: Reprint 2024, Gebundene Ausgabe, Hrsg.: De Gruyter, ISBN 978-3-11-276808-2
- Nachlass von Rudolf Lavant. Hrsg. Gerd Cramer. Westarp Book On Demand 2011. ISBN 978-3-86805-866-6
- Rudolf Lavant der Arbeiterdichter. Zum 100-jährigen Todestag von Rudolf Lavant, eigentlich Richard Cramer. Hrsg. Gerd Cramer. Westarp Book On Demand 2015. ISBN 978-3-86460-303-7
- Rudolf Lavant: Reisebeschreibungen aus Südtirol in den 1890er Jahren. Hrsg. Gerd Cramer 3. Auflage 2018. Mit einer Einl. von Johannes Uhlig. Westarp Book On Demand. ISBN 978-3-96409-080-5
- Rudolf Lavant: Hechtgrau und grün. Kriegserinnerungen des Schriftstellers und Dichters an Königgrätz im Jahre 1866. Zum Gedenken an den 175. Geburtstag von Rudolf Lavant. Hrsg. Gerd Cramer, 1. Aufl. 2019. Westarp Book On Demand. ISBN 978-3-96409-124-6
- Rudolf Lavant Gedichtsammlung aus der Satirezeitschrift 'Der wahre Jacob' 30 Jahre 1885–1915. Herausgeber Gerd Cramer 1. Aufl. 2019. Westarp Book On Demand. ISBN 978-3-96004-042-2
- Rudolf Lavant Gedichtsammlung 'Lose Blätter Leipziger Linden' 1871–1915. Herausgeber Gerd Cramer 1. Aufl. 2019. Westarp Book On Demand. ISBN 978-3-96004-041-5
- Rudolf Lavant 'Erzählungen und Reden' 1877–1892. Als Taschenbuch erschienen im Verlag: Amazon Kindle Direct Publishing 2019 ISBN 978-1-7066-8943-0.

## Nachrufe
- Leipziger Volkszeitung vom 13. Dezember 1915
- Lübecker Volksbote vom 23. Dezember 1915
- Der Wahre Jacob vom 7. Januar 1916
- Leipziger Turnverein Westvorstadt vom 15. März 1916
- Die Glocke 1916, Heft 12, Seite 700, Louis Cohn, Rudolf Lavant
- Die Neue Welt Illustriertes Unterhaltungsblatt, 1916, Nr. 7, Seite 56
- DÖAV Sektion Leipzig Jahrbuch 1916
- Der Neue-Welt-Kalender für 1917